# Cali-Kartell

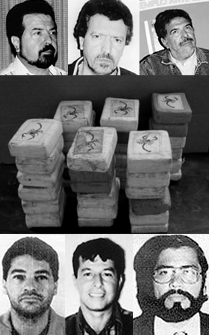
Führungsmitglieder des Cali-Kartells. V. l. n r. oben: Gilberto Rodríguez, Miguel Rodríguez, José Santacruz. V. l. n. r. unten: Hélmer Herrera, Henry Loaiza-Ceballos, Victor Patiño-Fomeque.

Das Cali-Kartell (span. Cartel de Cali) war ein Zusammenschluss verschiedener kolumbianischer Kokainproduzenten und -schmuggler in der Stadt Cali. Es wurde von Gilberto Rodríguez Orejuela, seinem Bruder Miguel und José Santacruz Londoño in den 1970er Jahren gegründet und kontrollierte auf dem Höhepunkt seiner Macht 80 Prozent der kolumbianischen Kokainexporte in die Vereinigten Staaten von Amerika.
Mitte der 1990er Jahre wurde die Führungsspitze des Kartells verhaftet und verbüßt seitdem langjährige Haftstrafen. Beobachter gehen davon aus, dass auch das Cali-Kartell in mehrere kleine und unabhängig voneinander agierende Gruppen zerfallen ist. Die bekannteste dieser kleineren Gruppen ist das extrem gewalttätige Norte-del-Valle-Kartell aus dem nördlichen Cauca-Tal.

## Gründung
Die Orejuela-Brüder und Londoño kamen aus höheren sozialen Schichten als Führungspersönlichkeiten anderer zeitgenössischer Organisationen wie beispielsweise dem rivalisierenden Medellín-Kartell. Gilberto Rodriguez Orejuela war Apotheker, sein Bruder Miguel Angel war in der Immobilien- und Baubranche aktiv und war für den Aufstieg des Fußballvereins América de Cali mit verantwortlich. José „Chepe“ Santacruz Londoño hatte einen Titel als Wirtschaftswissenschaftler. Orejuela betrieb eine Discount-Apothekenkette und verlagerte seine Geschäftstätigkeiten auf die Weiterverarbeitung von Kokapaste aus den Anden, die in Leticia umgeschlagen wurde. Der gesellschaftliche Hintergrund brachte dem Syndikat den Gruppennamen „Gentlemen aus Cali“ ein. Ursprünglich formierte sich das Cali-Kartell aus einem Ring von Kidnappern, den „Los Chemas“, die von Luis Fernando Tamayo Garcia angeführt wurden. „Los Chemas“ waren an zahlreichen Entführungen beteiligt, u. a. von zwei Schweizer Staatsbürgern, dem Diplomaten Herman Buff und dem Studenten Werner José Straessle. Die 700.000 US-Dollar Lösegeld aus dieser Aktion bildeten wahrscheinlich das Stammkapital für ihre Aktivitäten im internationalen Drogenhandel.
Die neu zusammengesetzte Gruppe begann zunächst ähnlich wie das Medellín-Kartell mit dem Marihuanaschmuggel. Aufgrund der höheren Gewinnspanne und dem geringeren Materialeinsatz entschied man sich für den Export von Kokain. Schon in den frühen 1970er Jahren wurde Hélmer „Pacho“ Herrera nach New York entsandt, um den dortigen Markt zu sondieren und nach größeren Absatzmöglichkeiten zu suchen. Dies geschah zu einer Zeit, als man bei der DEA Kokain als weniger kritische Droge im Gegensatz zum Heroin ansah, die sehr viel weniger abhängig mache, und keine Verbindung zu einer gewalttätigen Drogenbeschaffungskriminalität feststellte. Während Gilberto und Miguel Rodriguez in New York, Houston und Los Angeles Absatzmöglichkeiten fanden, erschloss José Santacruz Londoño Vertriebswege in San Francisco, Las Vegas und Chicago.

## Organisation

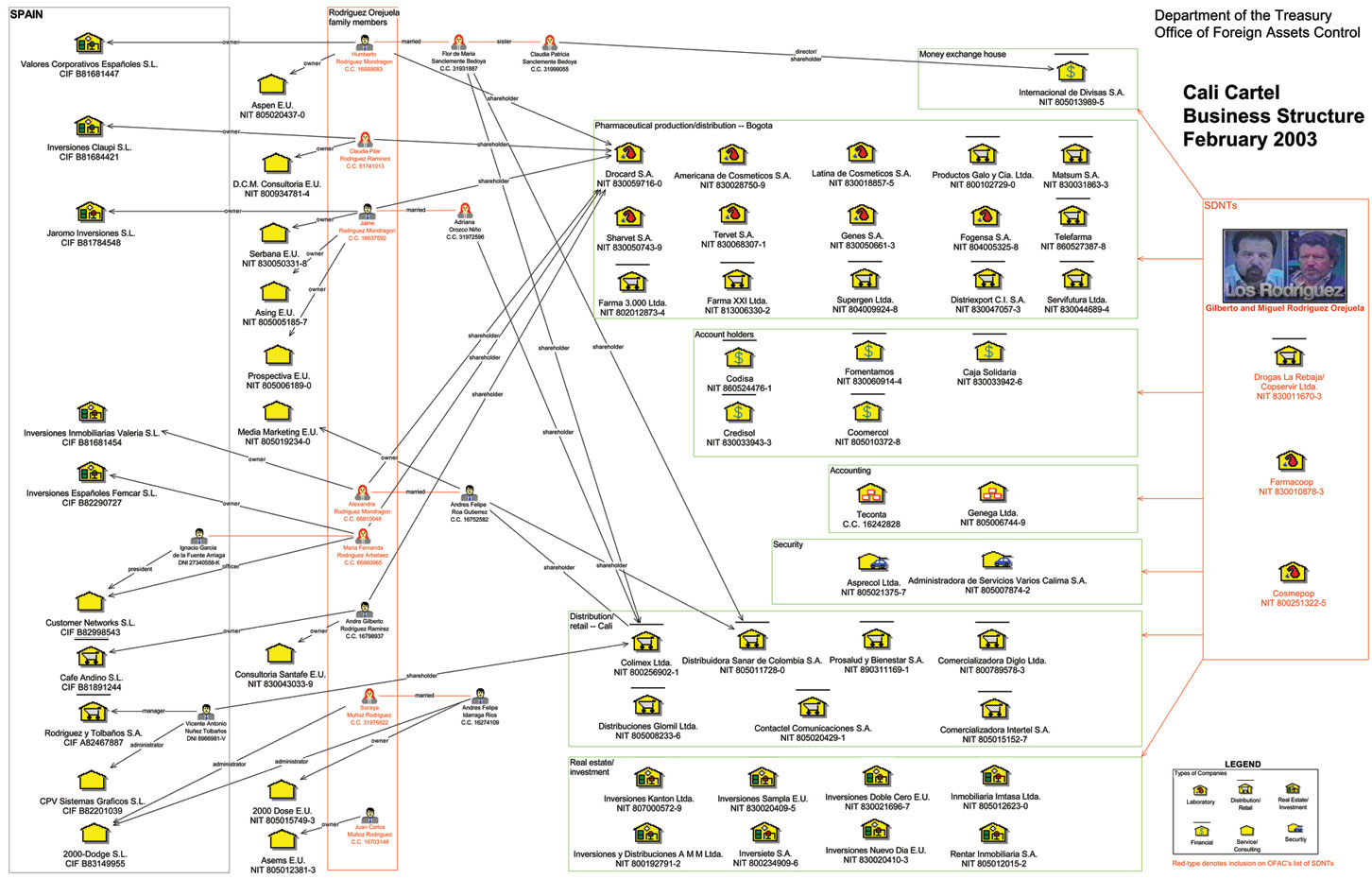
Organisationsstruktur des Cali-Kartells

Die Tatsache, dass Kokain zunächst nicht im Fokus der US-amerikanischen DEA-Fahndung war, erlaubte es dem Cali-Kartell, sich in New York weiterzuentwickeln. Das Cali-Kartell untergliederte sich in viele kleinere Zellen, die voneinander unabhängig operierten und einem „Celeño“ oder Manager berichteten, der dann wieder an eine weitere Führungsebene im Cali-Kartell Bericht erstattete. Die unabhängige Zellenstruktur unterschied das Cali-Kartell stark vom dominanten Medellín-Kartell. Das Cali-Kartell agierte als Dachgruppe voneinander unabhängiger krimineller Gruppen und Zellen, im Gegensatz zu der streng hierarchischen Leitungsfunktion eines Pablo Escobar vom Medellín-Kartell. Das Cali-Kartell verwendete die Methoden moderner Unternehmensführung, angefangen von Marktstudien bis zu einer optimierten Lieferkette des Warenstromes aus Kolumbien in die USA.
Während das Medellín-Kartell überwiegend mit dem Heer kooperierte, war es in Cali der Polizeiapparat, der für die Drogenhändler arbeitete. Vom Cali-Kartell spricht man seit Mitte der 1970er Jahre. Über die Jahre expandierte es und hatte zu seiner Hochzeit etwa 2500 bis 6000 Mitglieder. Im Gegensatz zum Medellín-Kartell war das Cali-Kartell vertikal organisiert und definierte sich auf gemeinsame Kooperationen.
Man nimmt an, dass jede Zelle einer größeren Gruppe berichtete und diese weiter an die Führungsebene. Folgende Gruppen wurden von dem ehemaligen Buchhalter des Cali-Kartells, Guillermo Pallomari, benannt:
- Drogenhandel: Kontrolle über verarbeitende Laboratorien, Versandmethoden und -routen
- Militär: Kontrolle über Personensicherheit, Bestrafung und Disziplin in Zusammenhang mit Bestechung von Militärs und hohen Polizeioffizieren
- Politik: Bestechung von Kongressmitgliedern, Beamten und Politikern
- Finanzen: Kontrolle über Geldwäsche, Kerngeschäft und Kooperation mit legalen Geschäftsaktivitäten
- Rechtsabteilung: Kontrolle über Verteidigung von verhafteten Mitgliedern, Kauf von Lobbyisten und Überseerepräsentanten

Verglichen mit Pablo Escobars Medellín-Kartell trat das Cali-Kartell weniger auffällig in Erscheinung. Erzielte Gewinne aus dem Drogenschmuggel wurden in legale Geschäfte reinvestiert und so reingewaschen. Nachdem die Konkurrenz zwischen beiden Kartellen Anfang der 90er Jahre eskalierte und vor allem Escobar immer gewalttätiger agierte, unterstützte das Cali-Kartell die paramilitärischen Los Pepes. Diese Organisation, die sich als Schutztruppe der Opfer Escobars bezeichnete, bestand in Wirklichkeit aus Drogenhändlern wie Diego „Don Berna“ Murillo-Bejarano und Paramilitärs wie Vincente Castaño und Carlos Castaño. Parallel dazu informierte das Cali-Kartell gezielt die Polizei und die US-amerikanische Anti-Drogenbehörde DEA über Escobars Aktionen.
Nachdem Pablo Escobar im Dezember 1993 erschossen wurde und das Medellín-Kartell zersplitterte, übernahm die Konkurrenz aus Cali rasch den frei gewordenen Markt. Als die Nachfrage in den USA die Sättigungsgrenze erreichte, wurde verstärkt auf den Export nach Europa und Asien gesetzt.
Im Gegensatz zum Medellín-Kartell versuchte das Cali-Kartell nicht durch die direkte Konfrontation mit dem Staat, sondern durch Unterwanderung und Korruption seine Interessen durchzusetzen. So investierten sie auch in den Wahlkampf des Präsidenten Ernesto Samper. Durch die Veröffentlichung der sogenannten „Narco-Kassetten“ kam dieser Skandal ans Licht. Samper war nun gezwungen, hart gegen das Cali-Kartell vorzugehen, um seine Unabhängigkeit zu beweisen. Das Cali-Kartell wurde vom DEA-Kommandeur Thomas Constantine folgendermaßen bezeichnet:

“The Cali Cartel is the biggest, most powerful crime syndicate we’ve ever known.”

„Das Cali-Kartell ist das größte und machtvollste kriminelle Syndikat, das wir jemals kennengelernt haben.“

## Aktivitäten

### Drogenhandel
Das Cali-Kartell, dessen Anfänge im Marihuanahandel lagen, wechselte aufgrund des einfacheren Transports und der sehr viel größeren Gewinnmarge schnell in das Kokaingeschäft. Das Kartell wurde durch seine Innovationen im Kokaingeschäft, indem man die Raffinierung von Kokain aus Kolumbien nach Perú und Bolivien verlagerte, bekannt. Ebenso schuf das Cali-Kartell als Pionier erstmals Schmuggelrouten für größere Transporte durch Panamá. Man diversifizierte das Angebot auch an Opium und stellte einen namhaften japanischen Chemiker ein, welcher die Raffineriemethoden für die kolumbianischen Bedingungen optimierte. Gemäß den Aussagen von Thomas Constantine an den US-Kongress wurde das Cali-Kartell aufgrund ihres Zugangs zu den Schlafmohnanbaugebieten in Kolumbien zur dominierenden Organisation in Südamerika. Die Debatte über den Anteil der Beteiligung des Cali-Kartells im internationalen Heroinhandel bleibt nicht restlos geklärt. Es wird angenommen, dass die Führungsetage des Cali-Kartells am Heroinhandel nicht direkt beteiligt ist, jedoch assoziierte Partner wie Ivan Urdinola-Grajales, welcher mit verschiedenen Heroindistributionszentren in Zusammenhang gebracht wurde. Zur Blütezeit des Cali-Kartells wurden 70 Prozent des Weltkokainmarktes beherrscht und der Absatz insbesondere auch in Europa vorangetrieben. In Europa hatte das Cali-Kartell sogar einen Marktanteil von 90 Prozent. Mitte der 1990er Jahre war das Cali-Kartell ein multinationaler Milliardenkonzern.

### Finanzen
Geldwäsche von eingenommenen Zahlungen direkt aus dem Drogenhandel wurde durch Investment in Fonds betrieben, welche wiederum aus legalen Geschäften stammten und größere Zahlungsströme verdecken sollten. 1996 sollen die Umsatzerlöse sieben Milliarden US-Dollar betragen haben. Mit erhöhtem Geldeingang verstärkte sich die Notwendigkeit für intelligentere Alternativen der Geldwäsche. Gilberto Rodriguez als Vorsitzender der «Banco de Trabajadores» (deutsch: „Bank der Arbeiter“), die auch vom Medellín-Kartell zur Geldwäsche missbraucht wurde, nutzte seine Position, um Geschäftspartnern und Mitgliedern das Überziehen ihrer Konten und Darlehen ohne Rückzahlung zu ermöglichen.
Gilberto nahm Geschäftsbeziehungen zur First InterAmericas Bank in Panamá auf, welche einen Großteil seiner legalen Geschäfte abwickelte. Gilberto Rodriguez zufolge sei dies im Einklang mit dem Gesetz von Panamá geschehen. Jedoch bewahrte ihn dies nicht vor der Strafverfolgung durch US-Behörden. Gilberto gründete später die „Grupo Radial Colombiano“, ein Netzwerk von mehr als 30 Radiostationen und einer Drogerienkette namens Drogas la Rebaja, welche 400 Filialen in 28 Städten mit 4200 Angestellten unterhielt und etwa 216 Millionen US-Dollar jährlich erwirtschaftete.

### Bestechung
Im Gegensatz zum Medellín-Kartell, das dem kolumbianischen Staat den Krieg erklärt hatte, arrangierte sich das Cali-Kartell durch Bestechung und Begünstigung mit den Behörden. Gilberto wird der Satz zugeschrieben: „Wir töten keine Richter, wir kaufen sie“. Miguel Orejuela hatte teilweise bis zu 2.800 Leute auf seiner Gehaltsliste, von Politikern bis zu Taxifahrern. Der Aufstieg des Kartells wird auch den guten Beziehungen zu der kolumbianischen Oligarchie zugeschrieben. Der größte öffentlich bekannte Bestechungsskandal wurde durch die Wahlkampagne von Ernesto Samper bekannt, der sechs Millionen US-Dollar vom Cali-Kartell für seinen Wahlkampf erhielt. 1995 mussten Sampers Wahlkampfmanager Santiago Medina und drei Minister entlassen werden, da sie nachweislich vom Cali-Kartell Geld empfangen hatten. Aufgrund der weitreichenden Verflechtungen des Cali-Kartells in der kolumbianischen Politik behauptete der Staatsanwalt Alfonso Valdivieso, dass „die Korruption des Cali-Kartells schlimmer als der Terrorismus des Medellín-Kartells“ sei.

### Disziplinarische Gewalt
Politische Gewalt wurde vom Cali-Kartell weitgehend abgelehnt, da oft die bloße Androhung von Gewalt ihren Forderungen genüge tat. Die Organisation war so strukturiert, dass nur Personen mit Familie in Kolumbien in den US-Niederlassungen tätig waren, so dass die gesamte Familie immer in disziplinarischer Reichweite des Kartells war. Die Bedrohung von Familienmitgliedern wurde als Druckmittel gegen Aussagen vor der Polizei oder gegen Verweigerung von Zahlung empfangener Waren benutzt. Exekutionen wurden häufig bei Fehlern von Mitgliedern angewendet, wobei neue Mitglieder bei Fehlern häufiger mit dem Tode bestraft wurden als hochrangige Regierungsmitglieder.

### Morde an Angehörigen von sozialen Randgruppen
Manuel Castells berichtet, dass das Cali-Kartell hunderte bis sogar tausende von Opfern von „Säuberungsaktionen“ gegenüber den sogenannten «desechables» (deutsch: „Wegwerfmenschen“) zu verantworten hat. Als „desechables“ werden in Kolumbien Prostituierte, Straßenkinder, Diebe, Homosexuelle, Obdachlose, Stadt- und Landstreicher bezeichnet. Zusammen mit großbürgerlichen Gruppen und der Polizei wurden Todesschwadronen wie z. B. «grupos de limpieza social» (deutsch: „Gruppen für die soziale Säuberung“) gegründet, die derartige Morde unter dem makabren Motto «Cali limpia, Cali linda» (deutsch: „Sauberes Cali, schönes Cali“) durchführten. Oberst Oscar Pelaez war maßgeblich an diesen „Säuberungsaktionen“ beteiligt und stieg in der Sondergruppe der Dijin auf. Die Leichen wurden meist in den Río Cauca geworfen, welcher im Volksmund auch als „Fluss des Todes“ bezeichnet wird. Die Verwaltung von Marsella im Departamento Risaralda flussabwärts von Cali beklagte die ruinös hohen Kosten durch das Bergen der Wasserleichen und die durchzuführenden Autopsien. Das Medellín-Kartell operierte bei seinen „Säuberungsaktionen“ häufig auf dem Land, während das Cali-Kartell in der Stadt operierte.

### Vergeltungsmaßnahmen
In den frühen 1980er und 1990er Jahren kämpften linksgerichtete Guerillas gegen die Drogenkartelle. 1981 entführten Mitglieder der Movimiento 19 de Abril (M-19) Marta Nieves Ochoa, die Schwester der Ochoa-Brüder vom Medellín-Kartell. Die M-19 forderte ein Lösegeld von 15 Millionen US-Dollar, wurde aber abgewiesen. Als Reaktion gegen die Entführungen gründeten das Medellín- und das Cali-Kartell die Gruppe «Muerte a Secuestradores» (deutsch: „Tod den Entführern“) (MAS), wobei die Drogenhändler finanzielle Mittel, Belohnungen, Logistik, Personal, Infrastruktur und Ausrüstung beisteuerten. Flugblätter über die Gründung der MAS wurden über einem großen Fußballstadion abgeworfen. Als Vergeltungsmaßnahme begannen MAS-Kommandos M-19-Mitglieder gefangen zu nehmen, zu foltern und zu töten. Marta Nieves Ochoa wurde nach drei Tagen freigelassen. Die MAS-Gruppe operierte jedoch weiter und ihr werden hunderte von Morden zugeschrieben. 1992 kidnappte die FARC, eine linksgerichtete Guerillabewegung, Cristina Santa Cruz, die Tochter vom Führungsmitglied José Santacruz Londoño und forderte zehn Millionen US-Dollar Lösegeld für ihre Freilassung. Als Antwort darauf ließ das Cali-Kartell 20 oder mehr Mitglieder der Kolumbianischen Kommunistischen Partei, der Patriotischen Union, der Arbeitergewerkschaft und die Schwester von Pablo Catatumbo, einen Repräsentanten des Simón Bolívar Guerilla Coordinating Board, entführen. Nach Gesprächen wurden Cristina und die Schwester von Catatumbo wieder freigelassen, doch es ist ungewiss, was mit den anderen Geiseln geschah.
Im Terrorkrieg des Medellín-Kartells gegen die kolumbianische Regierung sollte Hélmer Herrera während eines sportlichen Großereignisses ermordet werden. Der Killer tötete 19 Personen durch die Salven seiner Maschinenpistole, verfehlte jedoch Herrera. Im Gegenzug ließ das Cali-Kartell Pablo Escobars Cousin Gustavo Gaviria entführen und ermorden.
Herrera wurde zum Gründer der Los Pepes, welche es sich, mit Billigung der Behörden, zum Ziel machten, Pablo Escobar zu verfolgen und zu töten.

### Spionageabwehr
Die Erfolge des Cali-Kartells bei der Spionageabwehr verblüfften die DEA und die kolumbianischen Behörden. 1995 führte eine Razzia in den Büroverwaltungen des Kartells zur Erkenntnis, dass sämtliche Telefongespräche von und nach Bogotá aufgezeichnet wurden, inkl. der US-Botschaft und des Verteidigungsministeriums. Londoño verwendete eigens für ihn angefertigte modernste israelische Telekommunikationstechnik, um abhörfreie Telefonate mit seinen Partnern in den USA zu führen. Der später konfiszierte Laptop Londoños enthielt verschlüsselte Dateien, die sich auch von IT-Experten nicht dechiffrieren ließen. Außerdem standen an die 5000 Taxifahrer auf der Gehaltsliste des Cali-Kartells, welche die Bewegungen von verdächtigen Personen und Neuankömmlinge meldeten. 1991 berichtete das Time-Magazine von einer Operation der DEA und der US-Zollbehörde in Miami, die vom Cali-Kartell bis ins Detail überwacht wurde.

## Beziehung zum Medellín-Kartell

### First InterAmericas Bank
Jorge Ochoa, ein hochrangiger Finanzier des Medellín-Kartells, und Gilberto Rodriguez waren Jugendfreunde und leiteten später gemeinsam die panamaische First InterAmericas Bank. Diese Bank wurde später von US-Behörden als Organ zur Geldwäsche des Medellín- und Cali-Kartells enttarnt. Nur durch massiven politischen Druck auf Machthaber Manuel Noriega wurden diese Aktivitäten beendet.

### MAS Muerte a Secuestradores
Nach der Entführung von Marta Nieves Ochoa arbeiteten die beiden Kartelle als MAS zusammen. Eine zweite Kooperation zwischen Medellín- und Cali-Kartell entstand später. Beide Organisationen teilten den Absatzmarkt in den USA untereinander auf: das Cali-Kartell war in New York City aktiv und das Medellín-Kartell in Süd-Florida und Miami. In Los Angeles waren beide Organisationen aktiv. Über die Kooperation bei der MAS einigten sich beide Kartelle auf Preisstabilisierung, Produktion und Versand im Kokainmarkt. Die strategische Allianz über die MAS zerbrach zwischen 1983 und 1984, als der Wettbewerb zwischen beiden stark zunahm. Dadurch, dass die Kartelle in ihrem Vertriebsgebiet bereits Infrastruktur, Transportrouten, Transportmethoden und Bestechung geschaffen hatten, war es für andere Syndikate einfacher, diese Organisation bereits zu übernehmen, als neu zu erschließen. 1986 wurde Jorge Ochoa von der Polizei verhaftet und das Medellín-Kartell vermutete einen Verrat durch das Cali-Kartell. 1987 hörte die MAS auf zu existieren und es kam zu einer offenen Kriegserklärung zwischen beiden Kartellen, als Rodriguez Gacha vom Medellín-Kartell versuchte, in New York gewaltsam Fuß zu fassen.

### Los Pepes
Später, als der Terror von Pablo Escobar gegen die kolumbianische Regierung eskalierte, schlug der Staat gegen das Medellín-Kartell zurück. Das Medellín-Kartell wurde durch den zunehmenden Druck und die Kämpfe schwächer, während das Cali-Kartell an Stärke und Macht gewann. Das Cali-Kartell gründete die Bewegung Los Pepes (spanisch Perseguidos por Pablo Escobar, Verfolgt von Pablo Escobar) als militante Gegenmaßnahme gegen den Terror aus Medellín. Ziel der „Los Pepes“ war die Liquidierung Pablo Escobars und die Zerschlagung des Medellín-Kartells, dessen Kriegserklärung die Kokaingeschäfte empfindlich störte. Die „Los Pepes“ arbeiteten mit der Polizeisondereinheit Bloque de Búsqueda (deutsch: Fahndungsblock) zusammen und halfen, Escobar aufzuspüren und zu stellen. Im Gegenzug wurden „Los Pepes“ von der US-amerikanischen Terrorbekämpfungseinheit Delta Force unterstützt. Über 60 Menschen wurden von „Los Pepes“ ermordet, da sie im Verdacht standen, mit dem Medellín-Kartell zu kooperieren. 1993 wurde Pablo Escobar auf einer Verfolgungsjagd erschossen und damit löste sich das Medellín-Kartell auf. Escobars Tod brachte dem Cali-Kartell die Alleinherrschaft im kolumbianischen Drogenhandel und somit auch den Transport nach Miami.

## Strafverfolgung

### Beschlagnahmungen
Obwohl das Cali-Kartell während der Drogenkriege anfänglich mit Polizei und Regierung gegen das Medellín-Kartell zusammenarbeitete, waren sie oft Opfer von Beschlagnahmungen. 1991 wurden 67 Tonnen Kokain beschlagnahmt, wobei 75 Prozent dem Cali-Kartell gehörte. Insgesamt brachten die US-Zollbehörden (US Immigration and Customs Enforcement – ICE) 91.855 Fallstunden und 13 Jahre Ermittlungsarbeit gegen das Cali-Kartell auf, dabei wurden nur 51 Tonnen Kokain und lediglich 13 Millionen US-Dollar in Vermögenswerten beschlagnahmt. In der Operation „Cornerstone“ wurden 1991 zwölf Tonnen Kokain in Gussbeton im Seehafen von Miami konfisziert. 1992 wurden sechs Tonnen Kokain in einer Ladung Brokkoli gefunden, was zu sieben Verhaftungen führte, ähnliche Mengen konnten in diesem Zusammenhang in Panamá beschlagnahmt werden. 1993 wurde Raúl Marti, ein Überlebender der Miami-Zelle, mit großen Mengen Kokain verhaftet. Das Cali-Kartell musste daraufhin die Transportrouten von Florida nach Mexiko verlegen, nachdem 1993 wieder drei Schiffsladungen mit einer Kokainmenge von 13 Tonnen beschlagnahmt wurden. Sogar im Hamburger Hafen wurden große Kokainmengen in Seeschiffen entdeckt, die vom Cali-Kartell nach Europa verschifft wurden. Nach der „Operation Cornerstone“, begonnen im Jahr 1991, dauerte es noch 14 Jahre, bis die Kokainverschiffungen des Cali-Kartells endlich empfindlich gestört werden konnten.

### Verhaftungen

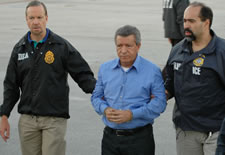
Miguel Rodriguez-Orejuela wird von Beamten der DEA und des US-Zolls abgeführt

Zwischen Juni und Juli 1995 wurden sechs der sieben Führungspersonen verhaftet. Gilberto wurde versteckt in seinem Haus festgenommen, Henry Loaiza, Victor Patino und Phanor Arizabaleta stellten sich den Fahndern, José Santacruz Londoño wurde in einem Restaurant verhaftet und wenig später ergriff man Miguel Rodriguez in einem Kommandounternehmen. Das immer noch mächtige Cali-Kartell operierte durch eine verdeckte Befehlskette eine Zeitlang aus dem Gefängnis heraus. Die Rodriguez-Brüder wurden 2006 an die USA ausgeliefert und in Miami/Florida wegen Verschwörung und Kokainimport in die USA verurteilt. Infolge ihres Geständnisses verpflichteten sie sich zu Strafzahlungen von 2,1 Milliarden US-Dollar in Vermögenswerten, wobei sich die Vereinbarung ausschließlich auf die Drogengeschäfte bezog und keine darüber hinausgehende Kooperation bei ihren zusätzlichen Besitztümern einschloss. Kolumbianische Offizielle führten Razzien in der Apothekerkette Drogas la Rebajas durch und ersetzten 50 der 4200 Angestellten wegen Zugehörigkeit zum Cali-Kartell. Das Cali-Kartell löste sich auf, deren Geschäftstätigkeiten wurden von der mexikanischen Drogenmafia übernommen.

## Nachfolgeorganisationen
Das Cali-Kartell existierte bis ins Jahr 1995 und endete de facto mit der Verhaftung der Orejuela-Brüder. An dessen Stelle trat das Norte-del-Valle-Kartell, einige kleinere Organisationen wie die sogenannten „Baby-Kartelle“ und die paramilitärischen AUC-Kräfte. Im Jahr 2006 ging in Kolumbien das Norte-del-Valle-Kartell in einer blutigen Fehde unter und die AUC wurde demobilisiert. Das BACRIM-Syndikat (Bandas Criminales Emergentes) gehört zur dritten Generation der kolumbianischen Drogenorganisationen (Los Rastrojos, Oficina de Envigado und die mächtige Organisation der Urabeños), welche eine netzwerkfähige Struktur aufweist und bislang noch nicht zerschlagen werden konnte. Zentrum des Drogenhandels ist nach wie vor Medellín.